# Holotrichia tonkinensis
Holotrichia tonkinensis är en skalbaggsart som beskrevs av Moser 1908. Holotrichia tonkinensis ingår i släktet Holotrichia och familjen Melolonthidae. Inga underarter finns listade i Catalogue of Life.